# Posidonichthys
Posidonichthys is een monotypisch geslacht van straalvinnige vissen uit de familie van schildvissen (Gobiesocidae).

## Soort
- Posidonichthys hutchinsi Briggs, 1993